# Lycium humile
Lycium humile är en potatisväxtart som beskrevs av Rodolfo Amando Philippi. Lycium humile ingår i släktet bocktörnen, och familjen potatisväxter. Inga underarter finns listade i Catalogue of Life.